# 网络处理器论坛
網路處理器論壇（Network Processing Forum，NPF）是一個用來加速下一代網路與電信產品開發過程的組織。NPF於2006年6月與Optical Internetworking Forum（光纖網際網路論壇）合併。NPF發表了有關硬體、軟體以及互通性量測的協議。這些協議使得設備製造商可以經由強健、多供應商的業界生態來減少他們研發的時間與開發產品的費用。
並且基於互通性的測試協議，降低了整體廠商的投資經費。